# Arthaus
Arthaus è un importante produttore tedesco di film d'arte e DVD di musica classica, fondata nel 1994. Arthaus è un marchio appartenente a Kinowelt Home Entertainment Gmbh, che ora è di proprietà di StudioCanal. Arthaus ha acquisito l'etichetta dal "Filmverlag der Autoren" nel 1999, e poi dall'EuroArts dandogli centinaia di art-film, opera, balletti e titoli di concerti a cui attingere.